# Lilli Tirén
Lilli Margareta Tirén, född 25 september 1891 på Frösön, Jämtlands län, död 9 november 1984 i Bromma, var en svensk målare, tecknare och kartritare.
Hon var dotter till distriktslantmätaren Lars Tirén och Anna Margareta Englund samt syster till Rakel Tirén och brorsdotter till Johan och Karl Tirén. Hon studerade målning vid Wilhelmsons målarskola 1916–1917 och bedrev senare sporadiska studier vid Berggrens och Blombergs målarskolor samt för Lennart Örnbeck 1964–1965 och genom självstudier under resor till München, Wien och Rom. Under en följd av år medverkade hon i Sällskapet för jämtländsk konstkultur och Jämtlands läns konstförenings utställningar i Östersund. Hennes konst består av djurbilder, jämtländska landskapstolkningar samt några enstaka porträtt utförda i olja eller akvarell. Som illustratör utförde hon vinjetter för flera utgåvor av årsboken Jämten och Ådalar och fjäll under 1930- och 1940-talen.